# Göll
Der Göll (auch Göllstock oder Göllmassiv) ist ein Gebirgsstock am Ostrand der Berchtesgadener Alpen. Über den gesamten Hauptkamm verläuft etwa in Nord-Süd-Richtung die deutsch-österreichische Staatsgrenze. Begrenzt wird dieser Gebirgsstock im Osten durch die Salzach, im Westen durch den Königssee, die Königsseer Ache und die Berchtesgadener Ache und im Norden durch die Fortsetzung der Berchtesgadener Ache, die auf österreichischer Seite wieder Königsseer Ache (veraltet Alm) genannt wird und bald in die Salzach mündet. Im Süden schließt sich am Torrener Joch (1734 m) das Hagengebirge an. Trennlinien sind hier nach Westen das Königsbachtal und nach Osten das Bluntautal.
Umgebende Talorte sind auf bayerischer Seite die Gemeinden Schönau am Königssee, Berchtesgaden und Marktschellenberg und auf österreichischer Seite die Gemeinden Anif, Hallein, Kuchl und Golling.

## Wichtige Berggipfel
Höchster Gipfel ist der Hohe Göll mit einer Höhe von 2522 m ü. A. Die wichtigsten Gipfel des Hauptmassivs sind neben dem Hohen Göll das Hohe Brett, der Brettriedel, die Archenköpfe und das Hintere Freieck auf dem nach Osten abgesetzten Kuchler Kamm. Dem Hauptmassiv sind im Norden das Roßfeld, der Zinken und die Barmsteine vorgelagert, im Westen der Kehlstein und im Süden der Jenner.
Stützpunkte für Bergsteiger sind das Purtschellerhaus im Norden und das ganzjährig geöffnete Stahlhaus im Süden. Geeignet ist auch das am Rand des Hagengebirges errichtete Schneibsteinhaus. Die Jennerbahn und die Kehlsteinlinie lassen sich als Aufstiegshilfen nutzen.

## Geologie und Bergbau
Das Hauptmassiv des Gölls und die vorgelagerten Gipfel bestehen großteils aus Dachsteinkalk, welcher im Wesentlichen dem Dachsteindolomit und dem Wettersteindolomit (Ramsaudolomit) auflagert. Die Basis des Göllstocks wird von anisischen Kalken und Dolomiten, Gesteinen der Werfen-Formation und Haselgebirge gebildet. Die Dolomite der mittleren und tieferen Trias sind großflächig lediglich am Südrand des Gebirgsstocks, im Bluntautal aufgeschlossen. Für das unterlagernde Haselgebirge, welches nicht an die Oberfläche kommt, gibt es nur indirekte Hinweise (Quellchemismus).
Wirtschaftliche Bedeutung erlangte das Haselgebirge durch die Salzlagerstätten am Dürrnberg bei Hallein und am Salzberg bei Berchtesgaden. Auch am Götschen bei Marktschellenberg wurde einst Salz abgebaut. Diese Haselgebirgsvorkommen liegen in großen tektonischen Schollen, welche im oberen Jura eingeglitten sind und auf wesentlich jüngeren Gesteinen lagern.
Der Dachsteinkalk, am Göll in Form von Riffkalk, neigt vor allem in flacheren Bereichen zu starker Verkarstung mit der Bildung von tiefen Rinnen, Furchen und Dolinen. Dieses Phänomen tritt am augenfälligsten in den Riffkalken im Bereich der  Umgänge, einem Hochplateau in ca. 2000 Meter Höhe zwischen dem Hohen Göll und dem Hohen Brett, auf beeindruckende Weise zu Tage. Die bedeutendsten Höhlensysteme konnten sich allerdings am sogenannten Kuchler Kamm im Bereich Hochscharte – Gruberhorn – Grutered – Bärenstuhl (hier dominieren die dickbankigen Lagunenkalke) entwickeln.

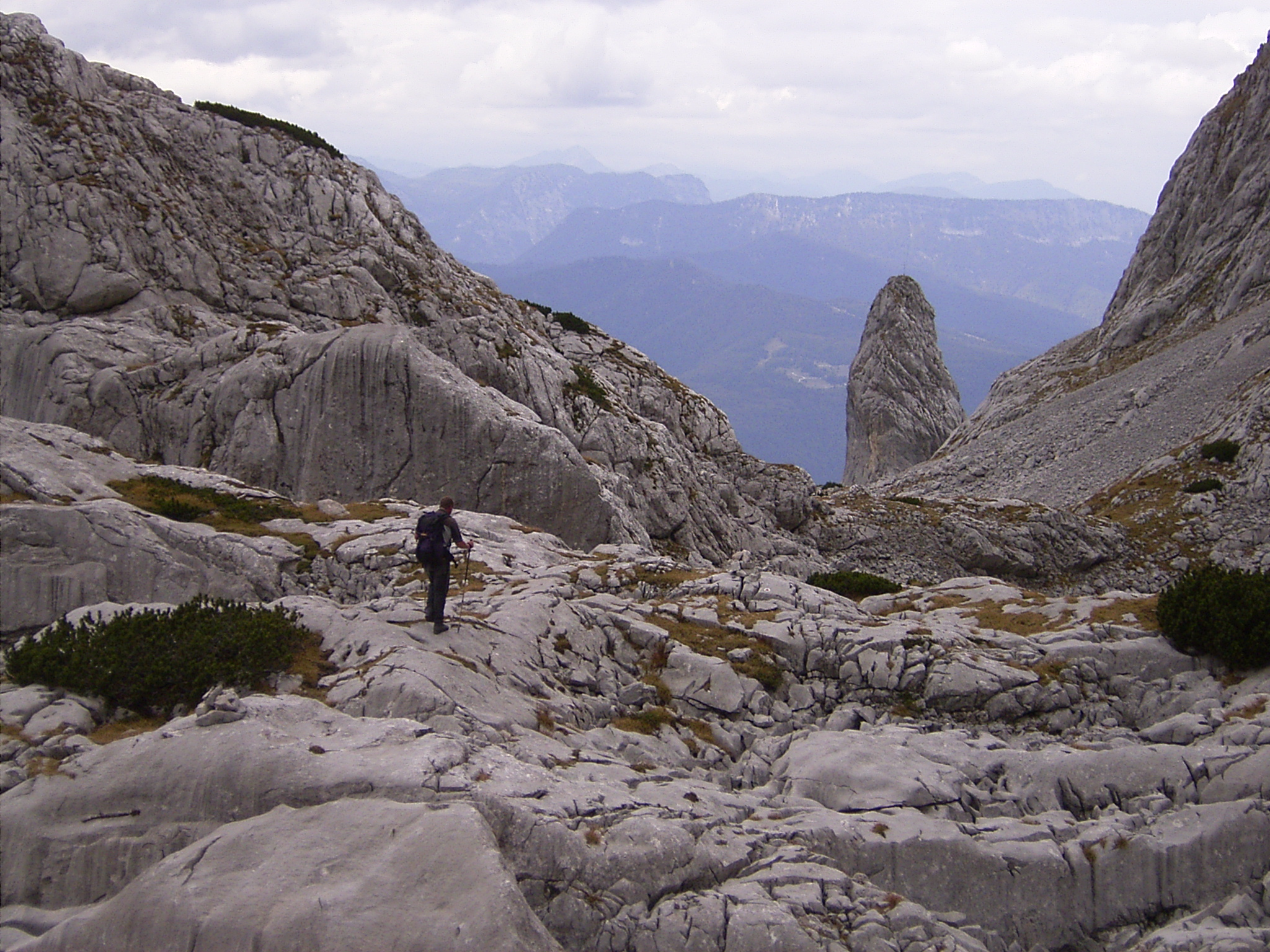
Unterwegs in den Umgängen

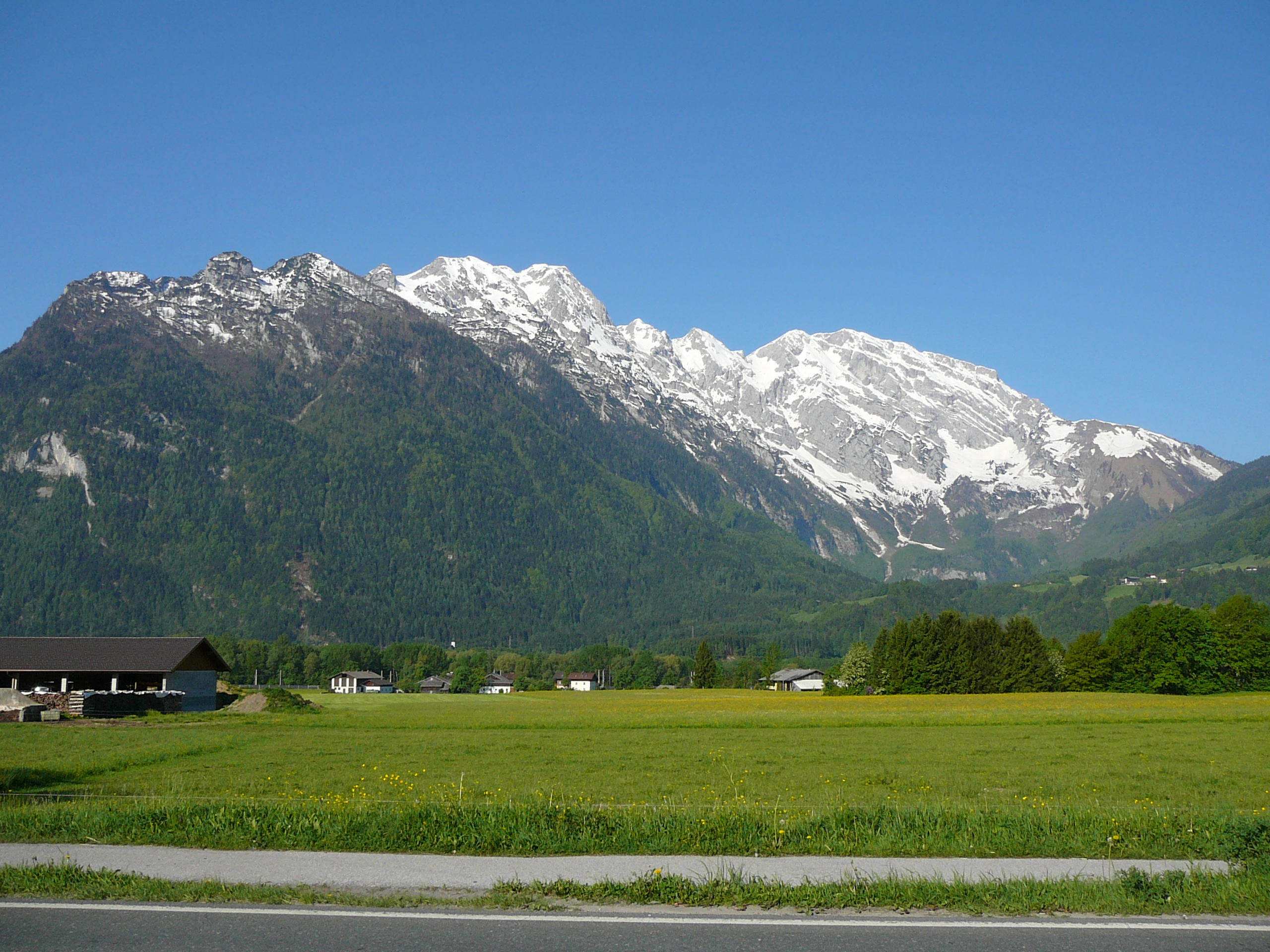
Göllstock im Salzachtal

In Zill im Marktschellenberger Gemeindeteil Scheffau wird in sehr geringem Umfang der Zill Kalk, ein hier rötlich gefärbter massiger Diploporen Riffkalk aus dem Anis (Untertrias), in einem Steinbruch abgebaut.
Eine sehr interessante Besonderheit stellen die massiven Kalkwände des Großen und Kleinen Barmsteins im Norden der Göllgruppe dar. Diese entstanden im Oberen Jura (Malm) durch unterseeische Trübeströme, welche Sedimente aus Flachwasserarealen in tiefere Meeresteile beförderten. Infolge tektonischer Prozesse sind die Barmsteinkalke hier steil gestellt und bilden das Wahrzeichen von Hallein.
Die Salzgewinnung wurde am Dürrnberg bereits von den Kelten in großem Stil betrieben. Ab ca. 600 v. Chr. wurde Salz unter Tage gewonnen. Die Salzproduktion erlosch jedoch mit der Herrschaft der Römer, welche das Salz aus den Mittelmeersalinen bezogen. Erst im 12. Jahrhundert wurde der Abbau wieder aufgenommen und bis 1989 betrieben. In Betrieb ist aber bis heute noch das Salzbergwerk Berchtesgaden. Das Bergwerk am Dürrnberg und bereits stillgelegte Teile des Bergwerks in Berchtesgaden können besichtigt werden.
Zement und Kalk werden im Tagebau am nordöstlichsten Ausläufer des Gölls abgebaut und dort im Zementwerk Leube in St. Leonhard  weiterverarbeitet.

## Sehenswürdigkeiten und Ausflugsziele
Das Kehlsteinhaus am Kehlstein, erreichbar mit Linienbussen über die Kehlsteinstraße, das Roßfeld, erreichbar mit Linienbus und Pkw über die mautpflichtige Roßfeldhöhenringstraße, und der Jenner, erreichbar mit der Jennerbahn, sind gut erschlossene Ausflugsziele. Vielbesucht sind auch der in mehreren Stufen abfallende Gollinger Wasserfall, der mit der Zinkenbahn erschlossene Zinken, die Felstürme der Barmsteine über dem Salzachtal bei Hallein sowie die Scharitzkehlalm im Endstal zu Füßen der Göll-Westwand.
Weitere mit kurzen Wanderungen leicht erreichbare und lohnende Ausflugsziele sind der Brandkopf mit Tiefblick auf den Königssee, der Aussichtspunkt beim ehemaligen Teehaus auf dem Spornhofbichl mit Blick über das Schellenberger Tal, das steil abfallende Lärcheck oberhalb der Scheffau und der Kalte Keller, ein Felsspalt, aus dem auch im Hochsommer stets ein eisiger Luftzug weht und neben dem der Schluchtenweg zwischen bemoosten und baumbestandenen Felsbrocken zum Obersalzberg hinaufführt.